# Jonathan Amon
Jonathan Oluwadara Amon (Summerville, 30 aprile 1999) è un calciatore statunitense, attaccante del Lyngby.

## Biografia
Nato in Carolina del Sud da una famiglia di origini nigeriane, anche i suoi fratelli sono calciatori: tra questi, Jospeh ha partecipato con la nazionale Under-17 statunitense al Mondiale di categoria del 2011.

## Carriera

### Club
Cresciuto nel Nordsjælland, ha esordito in prima squadra il 4 novembre 2017, nel pareggio ottenuto casalingo contro il Lyngby.

### Nazionale
Il 1º ottobre 2018 ha ricevuto la prima convocazione con la nazionale statunitense. Ha esordito il 16 ottobre, nell’amichevole pareggiata per 1-1 contro il Perù, partendo titolare e venendo sostituito al 55º minuto.

## Statistiche

### Presenze e reti nei club
Statistiche aggiornate al 20 ottobre 2018.
| Stagione            | Squadra             | Campionato          | Campionato | Campionato | Coppe nazionali | Coppe nazionali | Coppe nazionali | Coppe continentali | Coppe continentali | Coppe continentali | Altre coppe | Altre coppe | Altre coppe | Totale | Totale | Totale |
| Stagione            | Squadra             | Comp                | Pres       | Reti       | Comp            | Pres            | Reti            | Comp               | Pres               | Reti               | Comp        | Pres        | Reti        | Pres   | Reti   |        |
| ------------------- | ------------------- | ------------------- | ---------- | ---------- | --------------- | --------------- | --------------- | ------------------ | ------------------ | ------------------ | ----------- | ----------- | ----------- | ------ | ------ | ------ |
| 2017-2018           | Nordsjælland        | SL                  | 6+4        | 1+1        | CD              | 0               | 0               | -                  | -                  | -                  | -           | -           | -           | 10     | 2      |        |
| 2018-2019           | Nordsjælland        | SL                  | 9          | 2          | CD              | 1               | 1               | UEL                | 1                  | 1                  | -           | -           | -           | 11     | 4      |        |
| Totale Nordsjælland | Totale Nordsjælland | Totale Nordsjælland | 19         | 4          |                 | 1               | 1               |                    | 1                  | 1                  |             | -           | -           | 21     | 6      |        |
| Totale carriera     | Totale carriera     | Totale carriera     | 19         | 4          |                 | 1               | 1               |                    | 1                  | 1                  |             | -           | -           | 21     | 6      |        |

### Cronologia presenze e reti in nazionale
| Cronologia completa delle presenze e delle reti in nazionale ― Stati Uniti | Cronologia completa delle presenze e delle reti in nazionale ― Stati Uniti | Cronologia completa delle presenze e delle reti in nazionale ― Stati Uniti | Cronologia completa delle presenze e delle reti in nazionale ― Stati Uniti | Cronologia completa delle presenze e delle reti in nazionale ― Stati Uniti | Cronologia completa delle presenze e delle reti in nazionale ― Stati Uniti | Cronologia completa delle presenze e delle reti in nazionale ― Stati Uniti | Cronologia completa delle presenze e delle reti in nazionale ― Stati Uniti |
| Data                                                                       | Città                                                                      | In casa                                                                    | Risultato                                                                  | Ospiti                                                                     | Competizione                                                               | Reti                                                                       | Note                                                                       |
| -------------------------------------------------------------------------- | -------------------------------------------------------------------------- | -------------------------------------------------------------------------- | -------------------------------------------------------------------------- | -------------------------------------------------------------------------- | -------------------------------------------------------------------------- | -------------------------------------------------------------------------- | -------------------------------------------------------------------------- |
| 16-10-2018                                                                 | East Hartford                                                              | Stati Uniti                                                                | 1 – 1                                                                      | Perù                                                                       | Amichevole                                                                 | -                                                                          | 55’                                                                        |
| 6-6-2019                                                                   | Washington                                                                 | Stati Uniti                                                                | 0 – 1                                                                      | Giamaica                                                                   | Amichevole                                                                 | -                                                                          | 59’                                                                        |
| Totale                                                                     |                                                                            | Presenze                                                                   | 2                                                                          |                                                                            | Reti                                                                       | 0                                                                          |                                                                            |